# 마차초등학교
마차초등학교는 대한민국 강원특별자치도 영월군에 있는 초등학교다.

## 학교 연혁
- 1941.06.01 분덕공립국민학교 설립인가
- 1953.02.14 마차국민학교로 개칭
- 1985.09.02 마차국민학교 병설유치원 개원
- 1996.03.01 마차초등학교로 개칭
- 2007.03.01 문곡분교장 마차초등학교로 격하 편입
- 2007.03.01 연덕분교장, 공기분교장 마차초등학교로 편입
- 2013.09.01 제28대 김승국 교장 부임
- 2014.02.14 제69회 졸업식(5,723명)
- 2014.03.03 마차초 5학급, 연덕분교장 3학급, 공기분교장 2학급, 병설유치원 1학급(총11학급) 편성